# 4781 Sládkovič
4781 Sládkovič eller 1980 TP är en asteroid i huvudbältet som upptäcktes den 3 oktober 1980 av den tjeckiske astronomen Zdeňka Vávrová vid Kleť-observatoriet. Den är uppkallad efter Andrej Sládkovič.
Asteroiden har en diameter på ungefär 3 kilometer.